# Acido iossaglico
L’acido iossaglico è un mezzo di contrasto ionico, dimero, a bassa osmolalità, impiegato generalmente come sale di sodio (ioxaglato di sodio) e meglumina (ioxaglato di metilglucamina) per via endovenosa o per iniezione in distretti particolari durante procedure diagnostiche come angiografia, flebografia, urografia.

## Farmacodinamica
I sali dell'acido iossaglico sono un mezzo di contrasto iodato, ionico ed idrosolubile. Il composto possiede un effetto anticoagulante superiore rispetto a quello di altri mezzi di contrasto non ionici a bassa osmolalità, ed inibisce l'aggregazione piastrinica.

## Farmacocinetica
A seguito di iniezione endovenosa una quantità minima di composto viene a legarsi alle proteine plasmatiche. 
Il farmaco viene eliminato dall'organismo attraverso le urine, tramite un meccanismo di filtrazione glomerulare, ed in minima quantità tramite la bile.
In pazienti in buona salute entro 2 ore viene eliminata circa la metà di una dose somministrata per via endovenosa. Entro le 24 ore l'eliminazione è pari a circa il 90% della dose. In soggetti con alterata funzionalità renale l'escrezione biliare del farmaco diviene rilevante. L'emivita di eliminazione è pari a circa 1,5 ore. Il composto oltrepassa la barriera placentare e viene secreto nel latte materno.

## Tossicologia
Studi sperimentali sugli animali (topo) hanno messo in evidenza una DL50, a seguito di somministrazione endovenosa, paria a 12,8 g di iodio/Kg peso corporeo.

## Usi clinici
Il composto è indicato nella esecuzione di arteriografia cerebrale o coronarica, angiocardiografia, aortografia toracica o addominale, arteriografia periferica, arteriografia selettiva di alcuni visceri, 
flebografia,
colangiografia perioperatoria, urografia endovenosa.
Utilizzabile anche per un potenziamento del contrasto in corso di esecuzione di tomografia computerizzata (TC), isterosalpingografia, fistulografia ed artrografia.

## Effetti collaterali e indesiderati
Gli effetti avversi più comuni in corso di trattamento sono di tipo gastrointestinale (nausea, vomito) oppure di tipo nervoso (cefalea, sincope, convulsioni, tremori, afasia, alterazioni del campo visivo, coma.

Le reazioni di ipersensibilità rappresentano l'effetto indesiderato più grave e vanno dalla comparsa di manifestazioni cutanee (rash cutaneo, eczema, orticaria), edema angioneurotico fino allo shock anafilattico. In alcuni pazienti possono manifestarsi tosse, dispnea, accessi di starnuti, costrizione toracica che talvolta possono essere le prime manifestazioni di reazioni avverse più gravi quali laringospasmo o broncospasmo, spesso associati a cianosi.

## Controindicazioni
Il composto è controindicato nei soggetti con ipersensibilità individuale nota all'acido iossaglico, a molecole chimicamente correlate o ad altri mezzi di contrasto iodati. Se ne deve evitare l'utilizzo in caso di ipersensibilità all'acido etilendiamminotetraacetico (EDTA) e derivati.
Controindicato anche nei pazienti affetti da macroglobulinemia di Waldenström, mieloma multiplo, ed in coloro che presentano insufficienza epatica o renale. Lo ioxaglato non deve essere usato per eseguire mielografie e non deve essere somministrato per via subaracnoidea o epidurale in quanto induce convulsioni e può portare a morte.